# Johann Horner
Pour les articles homonymes, voir Horner.
Johann Friedrich Horner, né le 27 mars 1831   et mort le 20 décembre 1886 à Zurich, est un ophtalmologue et professeur suisse.

## Biographie
erFils de médecin, Johan Friedrich Horner effectue son service militaire en 1849 avant d'étudier la médecine à l'université de Zurich. Il a notamment comme professeur Carl Ludwig et Oswald Heer. Il obtient son diplôme de médecine en 1854, puis fait son post-doctorat à Vienne où il suit les cours d'Oppolzer, Skoda et Hebra, puis à Berlin où il est l'assistant de Albrecht von Gräfe. 
C'est à cette époque que Horner décide de devenir ophtalmologue. Il revient à Zurich en 1856, et ouvre sa propre clinique oculaire appelée Hottingerhof. Edmond Landolt a été assistant, puis médecin-chef à la clinique ophtalmologique de Johann Horner.
Horner devient professeur d’ophtalmologie en 1873. Le syndrome de Horner, une maladie du système nerveux sympathique est baptisé en son nom après sa description en 1869. 
Horner a fait paraître approximativement 40 publications au sujet des maladies oculaires. 